# 一杯のコーヒーから
一杯のコーヒーから（いっぱいのコーヒーから）は、1939年（昭和14年）3月20日にコロムビアレコードから発売された流行歌。

## 解説
作詞は藤浦洸で、作曲は服部良一。歌は霧島昇とミス・コロムビア。
作詞した藤浦洸は、お酒が飲めないコーヒー党であった。一方、作曲した服部はお酒好きなビール党で、当初この曲のタイトルは「一杯のビールから」というタイトルであった。そこで、お酒の飲めない藤浦は「一杯のコーヒーから」と直してしまったという裏話が残っている。曲調は、この時代には珍しくジャズ調のモダンな歌である。
ちなみに、この当時のコーヒー一杯の価格は15銭であった。
ラジオ番組「こんにちは青空たのしです」のテーマ曲でもある。
LP『霧島昇 不滅の歌声』（NZ-7021〜3）に収録された霧島昇による1975年録音版では、歌詞の「ジャバ娘」を「ジャワ娘」と歌いなおしている。

## カヴァー
1974年、雪村いずみがアルバム『スーパー・ジェネレイション』にてカバーした。
1985年、鹿取容子が『昭和ラプソディ('85)』にてカヴァーした。
1997年、由紀さおり&安田祥子がアルバム『歌・うた・唄 Vol.2 スタンダード日本１』にてカバーした。
2006年、川中美幸がアルバム『川中美幸 服部良一を唄う』にてカバーした。
2007年、さだまさしが、アルバム『服部良一 〜生誕100周年記念トリビュート・アルバム〜』にてカヴァーした。
2007年、岡幸二郎がアルバム『服部良一の世界』にてカバーした。
2011年、Eテレの子供向け教養番組「フックブックロー」でカヴァーされる。ちなみにこの番組の音楽を手掛けているのは、作曲者の服部良一の孫にあたる服部隆之である。
2012年、氷川きよしがアルバム『氷川きよし・演歌名曲コレクション16〜櫻〜』にてカバーした。
2014年、八代亜紀が『決定盤トップスター昭和名曲大全集 戦前編2』にてカヴァーした。
2015年、東京大衆歌謡楽団がアルバム『街角の心』にてカバーした。